# والتر أيوفي
والتر أورلاندو أيوفي كروزو ، من مواليد 11 أغسطس 1979 في الإكوادور ، لاعب كرة قدم إكوادوري لعب مع منتخب الإكوادور لكرة القدم وسبق له وأن لعب في دوري الإمارات في نادي الوصل.

## روابط خارجية
- والتر أيوفي على موقع الاتحاد الدولي (مؤرشف)  (الإنجليزية)
- والتر أيوفي على موقع قاعدة بيانات كرة القدم.إي يو (الإنجليزية)
- والتر أيوفي على موقع ناشيونال فوتبول تيمز (الإنجليزية)
- والتر أيوفي على موقع Soccerway.com (الإنجليزية)
- والتر أيوفي على موقع AS.com (الإسبانية)